# Women Hellas Verona 2020-2021
Questa voce raccoglie le informazioni riguardanti la Women Hellas Verona Società Sportiva Dilettantistica nelle competizioni ufficiali della stagione  2020-2021.

## Divise e sponsor
La grafica delle tenute di gioco per la stagione 2020-2021 è la stessa della squadra maschile, così come lo sponsor tecnico, Macron, e gli sponsor di maglia, Gruppo Sinergy (sponsor principale) e Air Dolomiti (co-sponsor).
| Casa | Trasferta |

## Rosa
Rosa, ruoli e numeri di maglia tratti dal sito ufficiale.
| N. |                    | Ruolo | Calciatrice       |
| -- | ------------------ | ----- | ----------------- |
| 1  | Italia (bandiera)  | P     | Alessia Gritti    |
| 2  | Italia (bandiera)  | P     | Francesca Durante |
| 3  | Italia (bandiera)  | D     | Michela Ledri     |
| 4  | Italia (bandiera)  | D     | Laura Perin       |
| 5  | Polonia (bandiera) | C     | Madison Solow     |
| 6  | Italia (bandiera)  | D     | Sofia Meneghini   |
| 7  | Italia (bandiera)  | C     | Rossella Sardu    |
| 9  | Italia (bandiera)  | A     | Francesca Papaleo |
| 10 | Italia (bandiera)  | C     | Sofia Colombo     |
| 11 | Italia (bandiera)  | A     | Asia Bragonzi     |
| 12 | Italia (bandiera)  | D     | Sara Mella        |
| 13 | Italia (bandiera)  | D     | Eleonora Oliva    |
| 14 | Croazia (bandiera) | D     | Ana Jelenčić      |
| 16 | Italia (bandiera)  | A     | Giorgia Marchiori |
| 17 | Italia (bandiera)  | A     | Veronica Pasini   |

| N. |                   | Ruolo | Calciatrice         |
| -- | ----------------- | ----- | ------------------- |
| 18 | Italia (bandiera) | C     | Vanessa Susanna     |
| 19 | Italia (bandiera) | C     | Elena Nichele       |
| 20 | Malta (bandiera)  | C     | Kailey Willis       |
| 21 | Italia (bandiera) | C     | Giorgia Motta       |
| 22 | Italia (bandiera) | C     | Irene Santi         |
| 23 | Italia (bandiera) | P     | Linda Fenzi         |
| 24 | Italia (bandiera) | C     | Nicole Croin        |
| 25 | Italia (bandiera) | C     | Caterina Ambrosi    |
| 26 | Italia (bandiera) | D     | Giulia Mancuso      |
| 27 | Italia (bandiera) | D     | Elisa Casellato     |
| 28 | Italia (bandiera) | P     | Silvia Vicenzi      |
| 30 | Italia (bandiera) | D     | Erika De Pellegrini |
| 31 | Italia (bandiera) | A     | Sofia Zoppi         |
| 32 | Italia (bandiera) | C     | Virginia Gidoni     |
| 44 | Italia (bandiera) | C     | Giulia Pelucco      |

## Calciomercato

### Sessione estiva(dal 1º luglio al 2 settembre)
| Acquisti | Acquisti          | Acquisti      | Acquisti    |
| R.       | Nome              | da            | Modalità    |
| -------- | ----------------- | ------------- | ----------- |
| P        | Francesca Durante | Fiorentina    | in prestito |
| P        | Silvia Vicenzi    | Lazio         | [ 6 ]       |
| D        | Ana Jelenčić      | Huelva        | [ 7 ]       |
| D        | Eleonora Oliva    | Castelvecchio | [ 8 ]       |
| C        | Sofia Colombo     | Inter         | in prestito |
| C        | Irene Santi       | Inter         | in prestito |
| A        | Asia Bragonzi     | Juventus      | in prestito |
| A        | Francesca Papaleo | Empoli        | [ 14 ]      |

| Cessioni | Cessioni                | Cessioni        | Cessioni      |
| R.       | Nome                    | a               | Modalità      |
| -------- | ----------------------- | --------------- | ------------- |
| P        | Camilla Forcinella      | Fiorentina      | [ 15 ]        |
| D        | Alexandra Irina Tunoaia | ChievoVerona FM | in prestito   |
| D        | Stefania Zanoletti      | ChievoVerona FM |               |
| C        | Bianca Bardin           | Florentia S.G.  | svincolata    |
| A        | Sara Baldi              | Fiorentina      | in prestito   |
| A        | Sofia Cantore           | Juventus        | fine prestito |
| A        | Benedetta Glionna       | Juventus        | fine prestito |
| A        | Valeria Pirone          | Sassuolo        |               |

### Operazioni successive alla sessione estiva
| Acquisti | Acquisti      | Acquisti   | Acquisti   |
| R.       | Nome          | da         | Modalità   |
| -------- | ------------- | ---------- | ---------- |
| C        | Kailey Willis | Birkirkara | definitivo |

| Cessioni | Cessioni          | Cessioni | Cessioni   |
| R.       | Nome              | a        | Modalità   |
| -------- | ----------------- | -------- | ---------- |
| A        | Francesca Papaleo | Cesena   | definitivo |

## Risultati

### Serie A

#### Girone di andata
| Arbitro: | Di Graci (Como) |

|  |           |                        |
|  | Marcatori | 53’ Girelli 56’ Caruso |

| Arbitro: | Centi (Viterbo) |

|             |           |  |
| Cantore 70’ | Marcatori |  |

| Arbitro: | Scarpa (Collegno) |

|                     |           |                   |
| Bragonzi 35’ (rig.) | Marcatori | 13’, 45+2’ Møller |

| Arbitro: | Emmanuele (Pisa) |

|                            |           |  |
| Serturini 41’ Lázaro 45+1’ | Marcatori |  |

| Arbitro: | Delrio (Reggio Emilia) |

|                     |           |  |
| Bragonzi 33’ (rig.) | Marcatori |  |

| Arbitro: | Monaldi (Macerata) |

|  |           |                     |
|  | Marcatori | 72’ (rig.) Bragonzi |

| Verona 8 novembre 2020, ore 14:30 CET 7ª giornata | Verona             | 0 – 0 referto | San Marino | Stadio Aldo Olivieri\| Arbitro: \| Calzavara (Varese) \| |
| Arbitro:                                          | Calzavara (Varese) |               |            |                                                          |

| Arbitro: | Fiero (Pistoia) |

|                                               |           |                    |
| Dubcová 13’, 46’ Pirone 67’ Bugeja 75’ (rig.) | Marcatori | 56’ (rig.) Papaleo |

| Arbitro: | Bitonti (Bologna) |

|             |           |                       |
| Nichele 40’ | Marcatori | 36’ Polli 83’ Cinotti |

| Arbitro: | Centi (Viterbo) |

|                |           |                          |
| Popadinova 72’ | Marcatori | 30’, 60’ (rig.) Bragonzi |

| Arbitro: | Maranesi (Ciampino) |

|  |           |           |
|  | Marcatori | 23’ Dowie |

#### Girone di ritorno
| Arbitro: | Nicolini (Brescia) |

|                                                                            |           |  |
| Hurtig 13’ Junge Pedersen 26’ Girelli 31’ (rig.) Bonansea 37’ Zamanian 89’ | Marcatori |  |

| Arbitro: | Grasso (Ariano Irpino) |

|                     |           |                  |
| Bragonzi 59’ (rig.) | Marcatori | 71’, 83’ Nilsson |

| Arbitro: | Rutella (Enna) |

|           |           |  |
| Mauro 75’ | Marcatori |  |

| Arbitro: | Crezzini (Siena) |

|           |           |  |
| Mella 51’ | Marcatori |  |

| Arbitro: | Petrella (Viterbo) |

|  |           |                        |
|  | Marcatori | 56’ Jelenčić 61’ Solow |

| Arbitro: | Cherchi (Carbonia) |

|  |           |                        |
|  | Marcatori | 56’ Quinn 83’ Sabatino |

| Arbitro: | Ferrieri Caputi (Livorno) |

|  |           |                       |
|  | Marcatori | 30’ Nichele 65’ Sardu |

| Arbitro: | Ancora (Roma 1) |

|  |           |                                        |
|  | Marcatori | 29’, 56’ Bugeja 33’ Santoro 44’ Pirone |

| Arbitro: | Caldera (Como) |

|                  |           |           |
| Glionna 18’, 27’ | Marcatori | 72’ Mella |

| Verona 16 maggio 2021, ore 15:00 CEST 21ª giornata | Verona              | 0 – 0 referto | Napoli | Stadio Aldo Olivieri\| Arbitro: \| De Tommaso (Rimini) \| |
| Arbitro:                                           | De Tommaso (Rimini) |               |        |                                                           |

| Arbitro: | Andreano (Prato) |

|                         |           |                          |
| Dowie 38’ Tamborini 73’ | Marcatori | 13’ Jelenčić 67’ Susanna |

### Coppa Italia
| Arbitro: | Bonacina (Bergamo) |

|  |           |                        |
|  | Marcatori | 68’ Motta 90’ Bragonzi |

| Arbitro: | Bozzetto (Bergamo) |

|  |           |                |
|  | Marcatori | 27’ Martinovic |

## Statistiche

### Statistiche di squadra
| Competizione | Punti | In casa | In casa | In casa | In casa | In casa | In casa | In trasferta | In trasferta | In trasferta | In trasferta | In trasferta | In trasferta | Totale | Totale | Totale | Totale | Totale | Totale | DR  |
| Competizione | Punti | G       | V       | N       | P       | Gf      | Gs      | G            | V            | N            | P            | Gf           | Gs           | G      | V      | N      | P      | Gf     | Gs     | DR  |
| ------------ | ----- | ------- | ------- | ------- | ------- | ------- | ------- | ------------ | ------------ | ------------ | ------------ | ------------ | ------------ | ------ | ------ | ------ | ------ | ------ | ------ | --- |
| Serie A      | 21    | 11      | 2       | 2       | 7       | 5       | 15      | 11           | 4            | 1            | 6            | 11           | 18           | 22     | 6      | 3      | 13     | 16     | 33     | -17 |
| Coppa Italia | -     | 1       | 0       | 0       | 1       | 0       | 1       | 1            | 1            | 0            | 0            | 2            | 0            | 2      | 1      | 0      | 1      | 2      | 1      | +1  |
| Totale       | -     | 12      | 2       | 2       | 8       | 5       | 16      | 12           | 5            | 1            | 6            | 13           | 18           | 24     | 7      | 3      | 14     | 18     | 34     | -16 |

### Andamento in campionato
| Giornata  | 1 | 2 | 3  | 4  | 5 | 6 | 7 | 8 | 9 | 10 | 11 | 12 | 13 | 14 | 15 | 16 | 17 | 18 | 19 | 20 | 21 | 22 |
| --------- | - | - | -- | -- | - | - | - | - | - | -- | -- | -- | -- | -- | -- | -- | -- | -- | -- | -- | -- | -- |
| Luogo     | C | T | C  | T  | C | T | C | T | C | T  | C  | T  | C  | T  | C  | T  | C  | T  | C  | T  | C  | T  |
| Risultato | P | P | P  | P  | V | V | N | P | P | V  | P  | P  | P  | P  | V  | V  | P  | V  | P  | P  | N  | N  |
| Posizione | 8 | 9 | 10 | 11 | 9 | 8 | 9 | 9 | 9 | 9  | 9  | 9  | 9  | 9  | 9  | 9  | 9  | 9  | 9  | 9  | 9  | 9  |

Legenda:

Luogo: C = Casa; T = Trasferta. Risultato: V = Vittoria; N = Pareggio; P = Sconfitta.

### Statistiche delle giocatrici
| Giocatore        | Serie A  | Serie A | Serie A     | Serie A    | Coppa Italia | Coppa Italia | Coppa Italia | Coppa Italia | Totale   | Totale | Totale      | Totale     |
| Giocatore        | Presenze | Reti    | Ammonizioni | Espulsioni | Presenze     | Reti         | Ammonizioni  | Espulsioni   | Presenze | Reti   | Ammonizioni | Espulsioni |
| ---------------- | -------- | ------- | ----------- | ---------- | ------------ | ------------ | ------------ | ------------ | -------- | ------ | ----------- | ---------- |
| C. Ambrosi       | 22       | 0       | 0           | 0          | 2            | 0            | 0            | 0            | 24       | 0      | 0           | 0          |
| A. Bragonzi      | 15       | 6       | 0           | 0          | 1            | 1            | 0            | 0            | 16       | 7      | 0           | 0          |
| E. Casellato     | 0        | 0       | 0           | 0          | -            | -            | -            | -            | 0        | 0      | 0           | 0          |
| S. Colombo       | 13       | 0       | 0           | 0          | -            | -            | -            | -            | 13       | 0      | 0           | 0          |
| N. Croin         | 1        | 0       | 0           | 0          | -            | -            | -            | -            | 1        | 0      | 0           | 0          |
| E. De Pellegrini | 1        | 0       | 0           | 0          | 1            | 0            | 0            | 0            | 2        | 0      | 0           | 0          |
| F. Durante       | 22       | -33     | 0           | 0          | -            | -            | -            | -            | 22       | -33    | 0           | 0          |
| L. Fenzi         | 0        | 0       | 0           | 0          | -            | -            | -            | -            | 0        | 0      | 0           | 0          |
| V. Gidoni        | 1        | 0       | 0           | 0          | 2            | 0            | 0            | 0            | 3        | 0      | 0           | 0          |
| A. Gritti        | 0        | 0       | 0           | 0          | 0            | 0            | 0            | 0            | 0        | 0      | 0           | 0          |
| A. Jelenčić      | 20       | 2       | 4           | 0          | 1            | 0            | 0            | 0            | 21       | 2      | 4           | 0          |
| M. Ledri         | 20       | 0       | 3           | 0          | 0            | 0            | 0            | 0            | 20       | 0      | 3           | 0          |
| G. Mancuso       | 3        | 0       | 0           | 0          | 1            | 0            | 0            | 0            | 4        | 0      | 0           | 0          |
| G. Marchiori     | 12       | 0       | 0           | 0          | 1            | 0            | 0            | 0            | 13       | 0      | 0           | 0          |
| S. Mella         | 20       | 2       | 3           | 0          | 2            | 0            | 0            | 0            | 22       | 2      | 3           | 0          |
| S. Meneghini     | 17       | 0       | 6           | 1          | 1            | 0            | 0            | 0            | 18       | 0      | 6           | 1          |
| G. Motta         | 11       | 0       | 1           | 0          | 1            | 1            | 0            | 0            | 12       | 1      | 1           | 0          |
| E. Nichele       | 16       | 2       | 0           | 0          | 1            | 0            | 0            | 0            | 17       | 2      | 0           | 0          |
| E. Oliva         | 11       | 0       | 1           | 0          | 1            | 0            | 0            | 0            | 12       | 0      | 1           | 0          |
| F. Papaleo       | 7        | 1       | 0           | 0          | 2            | 0            | 1            | 0            | 9        | 1      | 1           | 0          |
| V. Pasini        | 0        | 0       | 0           | 0          | -            | -            | -            | -            | 0        | 0      | 0           | 0          |
| G. Pelucco       | 0        | 0       | 0           | 0          | -            | -            | -            | -            | 0        | 0      | 0           | 0          |
| L. Perin         | 4        | 0       | 0           | 0          | 0            | 0            | 0            | 0            | 4        | 0      | 0           | 0          |
| I. Santi         | 18       | 0       | 1           | 0          | 1            | 0            | 0            | 0            | 19       | 0      | 1           | 0          |
| R. Sardu         | 22       | 1       | 1           | 0          | 2            | 0            | 0            | 0            | 24       | 1      | 1           | 0          |
| M. Solow         | 18       | 1       | 0           | 0          | 1            | 0            | 0            | 0            | 19       | 1      | 0           | 0          |
| V. Susanna       | 14       | 1       | 1           | 0          | 0            | 0            | 0            | 0            | 14       | 1      | 1           | 0          |
| S. Vicenzi       | 0        | 0       | 0           | 0          | 2            | -1           | 0            | 0            | 2        | -1     | 0           | 0          |
| K. Willis        | 2        | 0       | 0           | 0          | 1            | 0            | 0            | 0            | 3        | 0      | 0           | 0          |
| S. Zoppi         | 8        | 0       | 1           | 0          | 1            | 0            | 0            | 0            | 9        | 0      | 1           | 0          |